# 春日部站
春日部車站（日语：／ Kasukabe eki */?）位於日本埼玉縣春日部市粕壁一丁目，是東武鐵道的鐵道車站，舊稱「粕壁站」。本站是伊勢崎線（東武晴空塔線）與野田線（愛稱「東武都市公園線」）的交會站。兩線擁有獨立的車站編號，東武晴空塔線的車站編號是TS 27、東武都市公園線是TD 10。

## 歷史
- 1899年（明治32年）8月27日：東武鐵道（現在的東武伊勢崎線）通車，同時粕壁站開業。
- 1929年（昭和4年）
  - 11月17日：北總鐵道[注釋 1]（現在的東武野田線）粕壁站 - 大宮站間通車。
  - 11月22日：北總鐵道更名為總武鐵道（2代）[注釋 1]。
- 1930年（昭和5年）10月1日：總武鐵道粕壁站 - 清水公園站間通車。
- 1944年（昭和19年）3月1日：總武鐵道與東武鐵道合併。總武鐵道線改稱東武鐵道野田線。
- 1949年（昭和24年）9月1日：更名春日部站（因應1944年4月町村合併，粕壁町更名為春日部町）。
- 1966年（昭和41年）9月1日：伊勢崎線與帝都高速度交通營團（現在的東京地下鐵）日比谷線直通列車停靠本站。
- 1971年（昭和46年）12月1日：開設西口。
- 1999年（平成11年）3月16日：特急SPACIA部分列車停靠本站。
- 2001年（平成13年）3月28日：特急SPACIA全列車停靠本站。
- 2003年（平成15年）3月19日：伊勢崎線、營團地下鉄半藏門線直通列車停靠本站。
- 2004年（平成16年）
  - 6月16日：淺草站側跨線天橋延伸至西口[広報 1]。
  - 10月19日：野田線春日部站 - 東岩槻站間完成複線化[広報 1]。東武動物公園站側的跨線天橋設置電梯[広報 1]。
- 2009年（平成21年）3月10日：野田線月台導入發車音樂。
- 2011年（平成23年）
  - 1月21日：伊勢崎線月台導入發車音樂。
- 2012年（平成24年）3月17日：導入車站編號[広報 2]。本站分別有東武晴空塔線的TS 27與野田線的TD 10兩組編號[広報 2]，是東武線唯一有兩組車站編號的車站。
- 2014年（平成26年）1月28日：更新列車資訊顯示器。導入進站鈴聲。
- 2016年（平成28年）11月3日：配合蠟筆小新動畫播放25周年紀念，蠟筆小新彩繪電車在本站舉行出發儀式。
- 2017年（平成29年）
  - 4月21日： 改點，Revaty鬼怒、華嚴、會津、兩毛與「Skytree Liner」、「Urban Park Liner」增停本站[2][広報 3]。
  - 12月15日：西口站名看板改為蠟筆小新樣式[3][広報 4]。
- 2018年（平成30年）10月1日：發車音樂採用蠟筆小新第三代片頭曲《我是最受歡迎的》[広報 5][4][5]。
- 2019年（平成31年）3月8日：決定「春日部站連續立體交差事業」都市計畫。
- 2021年（令和3年）3月30日：「春日部站連續立體交差事業」正式動工[6]。

## 構造

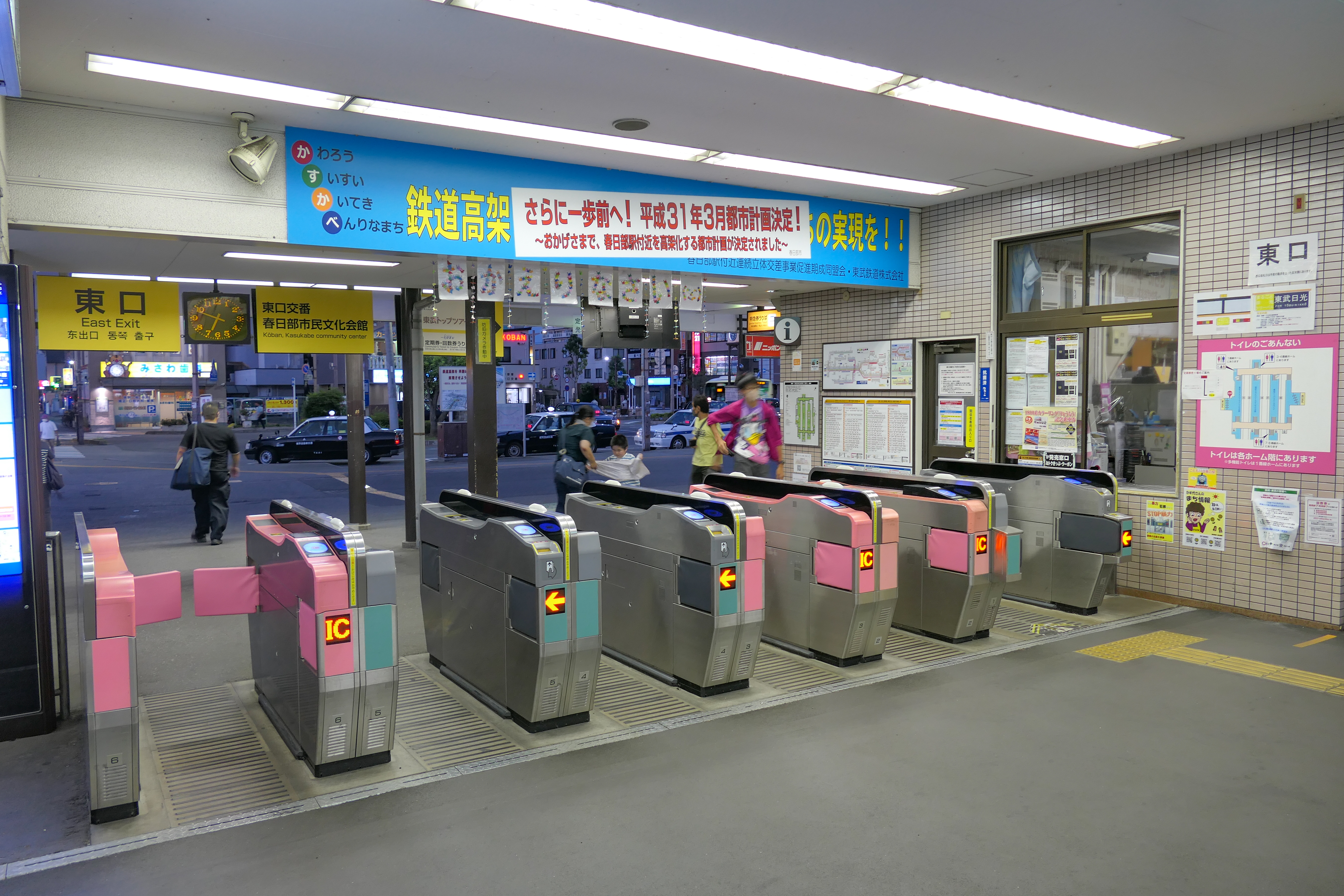
舊東驗票口(2021年8月)

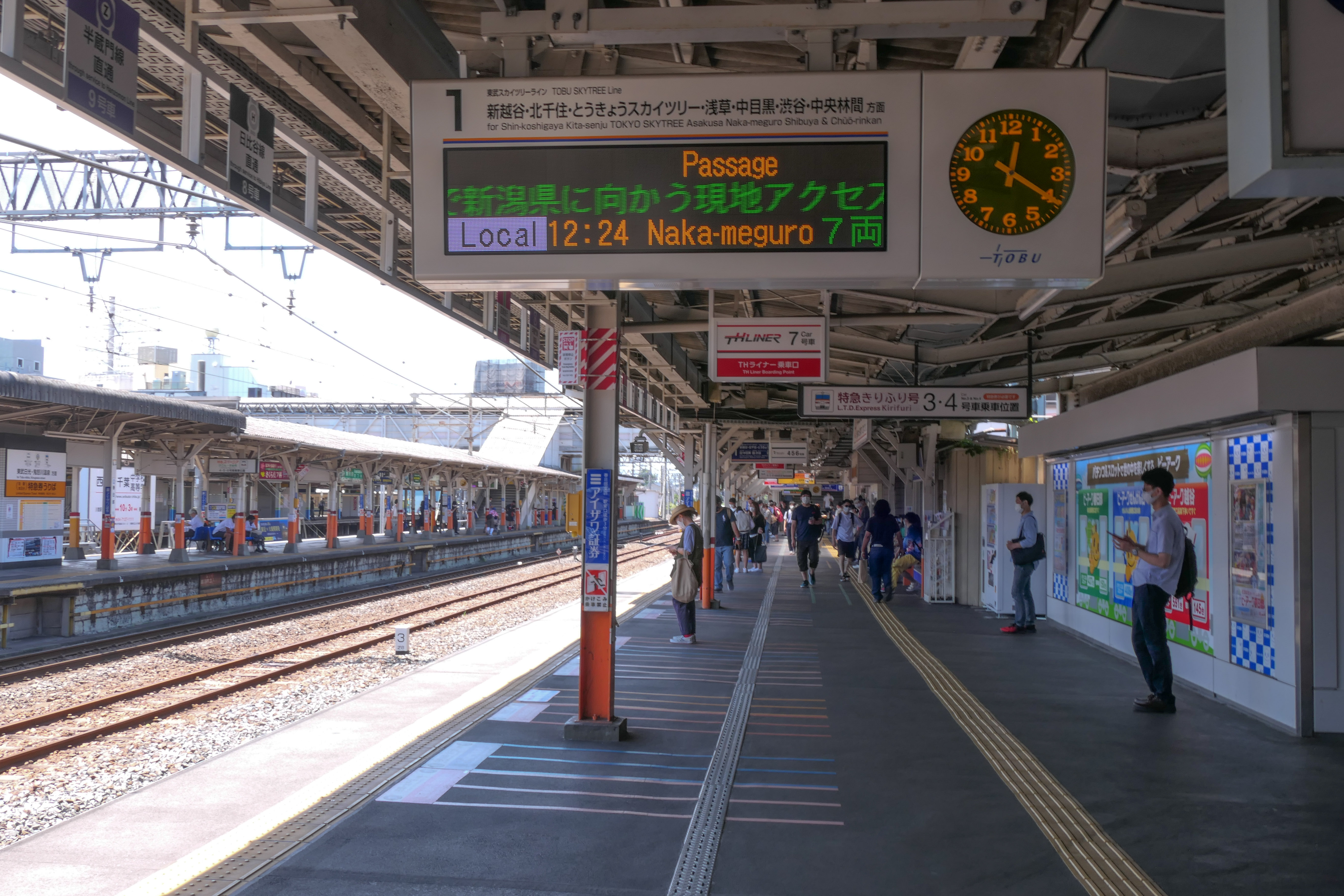
1號月台(2021年7月)

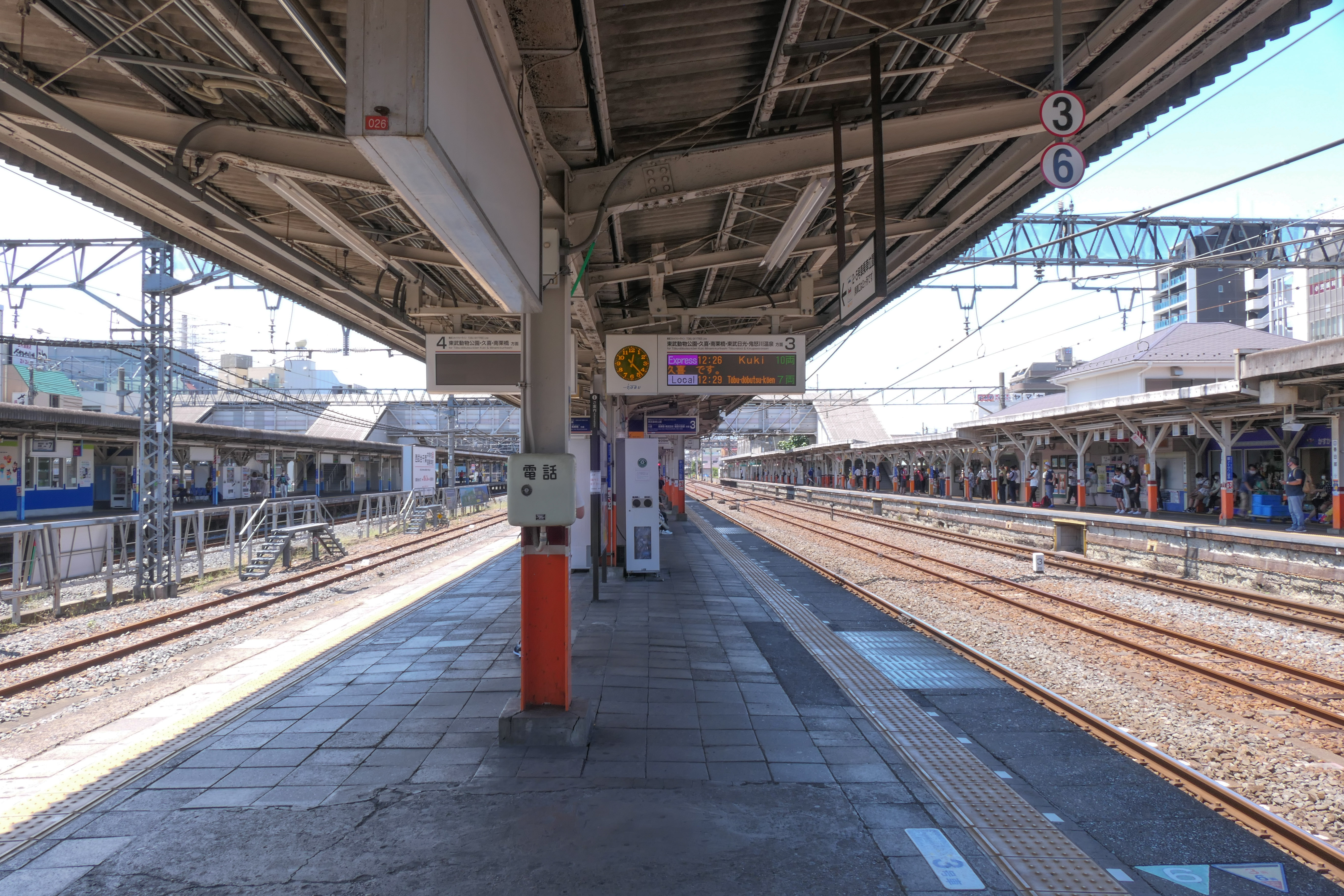
3號與4號月台(2021年7月)

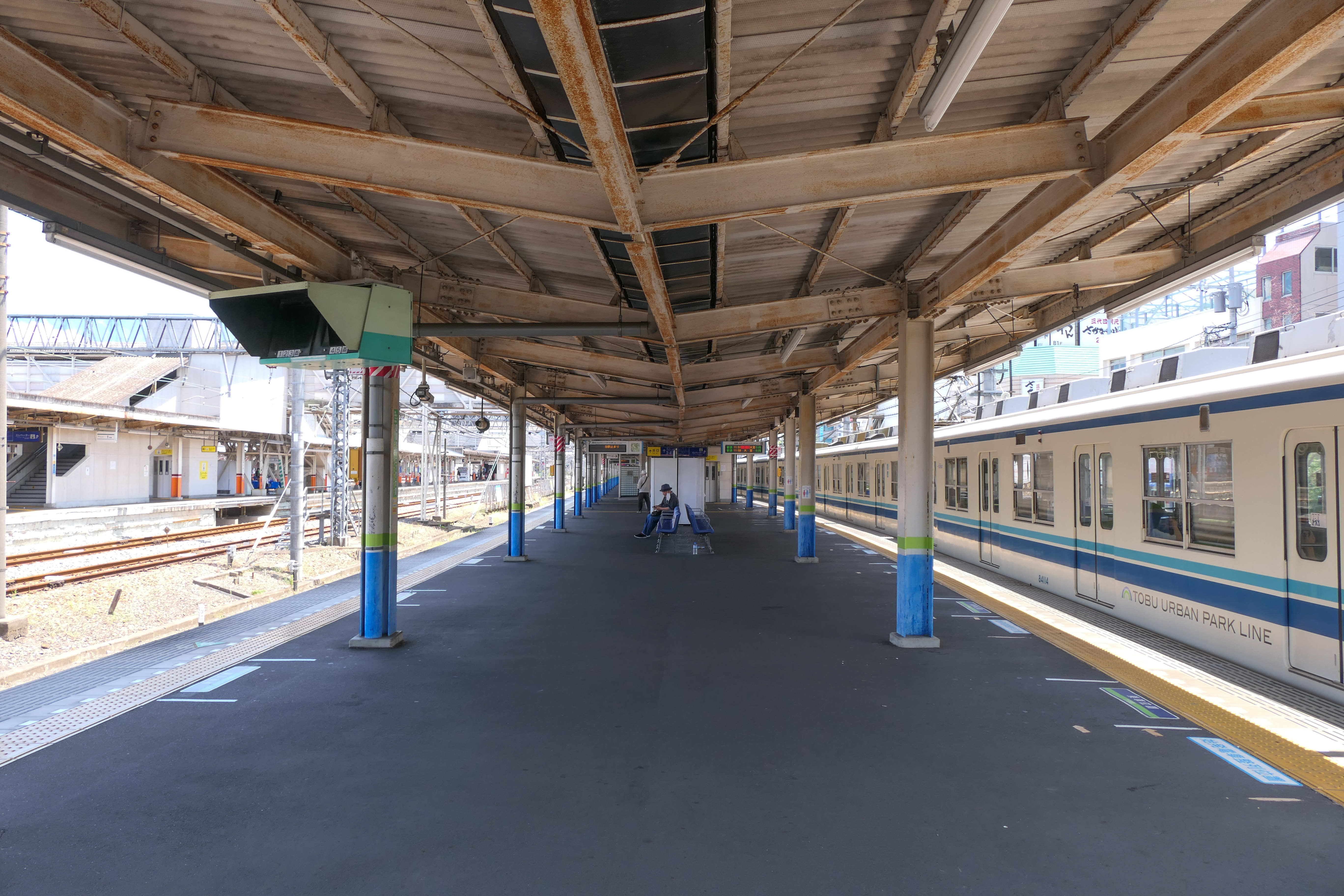
7號與8號月台(2021年7月)

本站是側式、島式月台3面5線的地面車站。東口、西口皆有站房，站房南北兩側都有天橋連通月台。站內有貨物業務時期留下的側線，現為回送列車待避使用。該側線分別編為2號線與5號線。

### 月台配置
| 月台 | 路線                     | 方向 | 目的地                                                                                       |
| ---- | ------------------------ | ---- | -------------------------------------------------------------------------------------------- |
| 1    | 東武晴空塔線（伊勢崎線） | 上行 | 新越谷、北千住、東京晴空塔、淺草、 日比谷線 中目黑、 半藏門線 澀谷、 田園都市線 中央林間方向 |
| 2    | 東武晴空塔線（伊勢崎線） | 上行 | 回廠列車待避                                                                                 |
| 3    | 東武晴空塔線（伊勢崎線） | 下行 | 東武動物公園、 伊勢崎線 久喜、 日光線 南栗橋、東武日光、 鬼怒川線 鬼怒川溫泉方向             |
| 4    | 東武晴空塔線（伊勢崎線） | 下行 | 東武動物公園、 伊勢崎線 久喜、 日光線 南栗橋、東武日光、 鬼怒川線 鬼怒川溫泉方向             |
| 5    | 東武晴空塔線（伊勢崎線） | 下行 | 回廠列車待避                                                                                 |
| 7    | 東武都市公園線（野田線） | 下行 | 野田市、流山大鷹之森、柏、船橋方向                                                           |
| 8    | 東武都市公園線（野田線） | 上行 | 岩槻、大宮方向                                                                               |

#### 東武晴空塔線（伊勢崎線）
- 1號線月台直通東口剪票口。除了兩毛號列車外，北千住、淺草方向的全部列車停靠本月台。
- 本站與東武動物公園站有日本最多不同車門數量列車停靠的月台（特急車輛的1門車、350系的2門車、日比谷線直通車輛的3門車與4門車及5門車、50050系、10000系等的4門車）。因此1號線月台有詳細的乘車位置表示。另一方面，下行月台的乘車位置表示僅標註特急用與夜行列車用的位置。
- 停靠本站的特急車門不全開。例如「華嚴、Revaty華嚴」與「鬼怒、Revaty鬼怒」、「Revaty會津」、「Revaty兩毛」的乘車口在2號車與5號車（部分僅開2號車）、350系（日语：東武350系電車）的「下野」、「霧降」與臨時「湯之里」的乘車口在2號車（1號車側）與3號車。例外的是「Skytree Liner」與「Urban Park Liner（日语：アーバンパークライナー）」是全車門開啟。
- 東口站房有定期券售票處、東武拓博旅遊（日语：東武トップツアーズ）、特急券自動售票機。
- 上行月台有廁所、商店、咖哩店。
- 2號線無月台，是上行回送列車的待避線。
- 4號線主要是下行列車待避使用，可透過淺草、東武動物公園兩方的橫渡線進行折返。由於可通往野田線大宮、柏兩方向的線路，因此特急「Urban Park Liner（日语：アーバンパークライナー）」也會使用此線路。
- 5號線是無月台的留置線，其機能跟4號線一樣。
- 臨時特急「Skytree Train（日语：スカイツリートレイン）」從太田發車的2號不停本站，但日光線方向的1、3、6、8號會停靠本站。
- 過去早晨通勤時段有本站始發的準急（現行的區間急行）列車，但於2003年3月19日改點時廢除。之後2009年6月6日改點起再恢復周六日早晨本站始發的區間急行，2013年3月16日改點時改為平日夜間，2017年4月21日改點再次廢除。

#### 東武都市公園線（野田線）
- 野田線從大宮站至本站為複線，本站至運河站為單線（南櫻井站、梅鄉站有部分複線化）。上下線在柏方向匯合後暫時離開伊勢崎線並爬上土堤，接著轉向跨越伊勢崎線。與伊勢崎線分開的地點設有3條電留線與維修車輛留置線。
- 東岩槻站～本站間進行複線化工程時，月台往大宮側移動50公尺，並在柏側上下線之間新設2條留置線。透過留置線，急行運行時段新增大宮～本站間的區間列車。同時下行往柏（2016年3月26日改點以前是往船橋）的首班車也從本站發車。
- 過去月台狹窄，之後將舊7號線線路撤除，把月台拓寬至作為電留線的舊6號線線路，但月台編號仍維持使用7、8號線。因此現在沒有6號線。
- 8號線西側的一條留置線已被廢除，用來作為南側跨線天橋延伸至西口的空間。
- 月台有立食拉麵店與商店、廁所。
- 淺草發車的特急「Urban Park Liner（日语：アーバンパークライナー）1號、3號」停靠4號線。

### 配線圖
| | ↑ 岩槻、大宮 方向                      |                                           |
| ← 新越谷、北千住 、淺草、押上、 中央林間 方向 | 東武鐵道 春日部站 鐵道配線略圖         | → 東武動物公園 、日光、鬼怒川、 久喜 方面 |
| | ↓ 野田市、流山大鷹之森 、柏、船橋 方向 |                                           |
| 图例 参考文献：* 以下を参考に作成。 ** 電気車研究会、「東武鉄道線路配線略図」、『鉄道ピクトリアル』、第58巻第1号 通巻第799号「【特集】 東武鉄道」、 2008年1月 臨時増刊号、巻末折込。 ** 東武鉄道公式ホームページ 春日部駅構内マップ |                                        |                                           |

#### 內部配線、信號設備等
| 路線編號 | 營業編號 | 月台     | 淺草方向起訖 | 伊勢崎方向起訖 | 船橋方向起訖 | 大宮方向起訖 | 備註               |
| -------- | -------- | -------- | ------------ | -------------- | ------------ | ------------ | ------------------ |
| 1        | 1        | 10輛編組 | 可出發       | 可進站         | 不可         | 不可         | 伊勢崎線上行主本線 |
| 2        | -        | 無月台   | 可出發       | 可進站         | 不可         | 不可         | 伊勢崎線上行副本線 |
| 3        | 3        | 10輛編組 | 可進站       | 可到站、出發   | 不可         | 不可         | 伊勢崎線下行主本線 |
| 4        | 4        | 10輛編組 | 可到站、出發 | 可到站、出發   | 可進站、出發 | 可進站、出發 | 伊勢崎線下行副本線 |
| 5        | -        | 無月台   | 可到站、出發 | 可到站、出發   | 可進站、出發 | 可進站、出發 |                    |
| 7        | 7        | 6輛編組  | 不可         | 不可           | 可進站、出發 | 可進站       | 野田線下行主本線   |
| 8        | 8        | 6輛編組  | 不可         | 不可           | 可到站       | 可進站、出發 | 野田線上行主本線   |

## 高架化事業

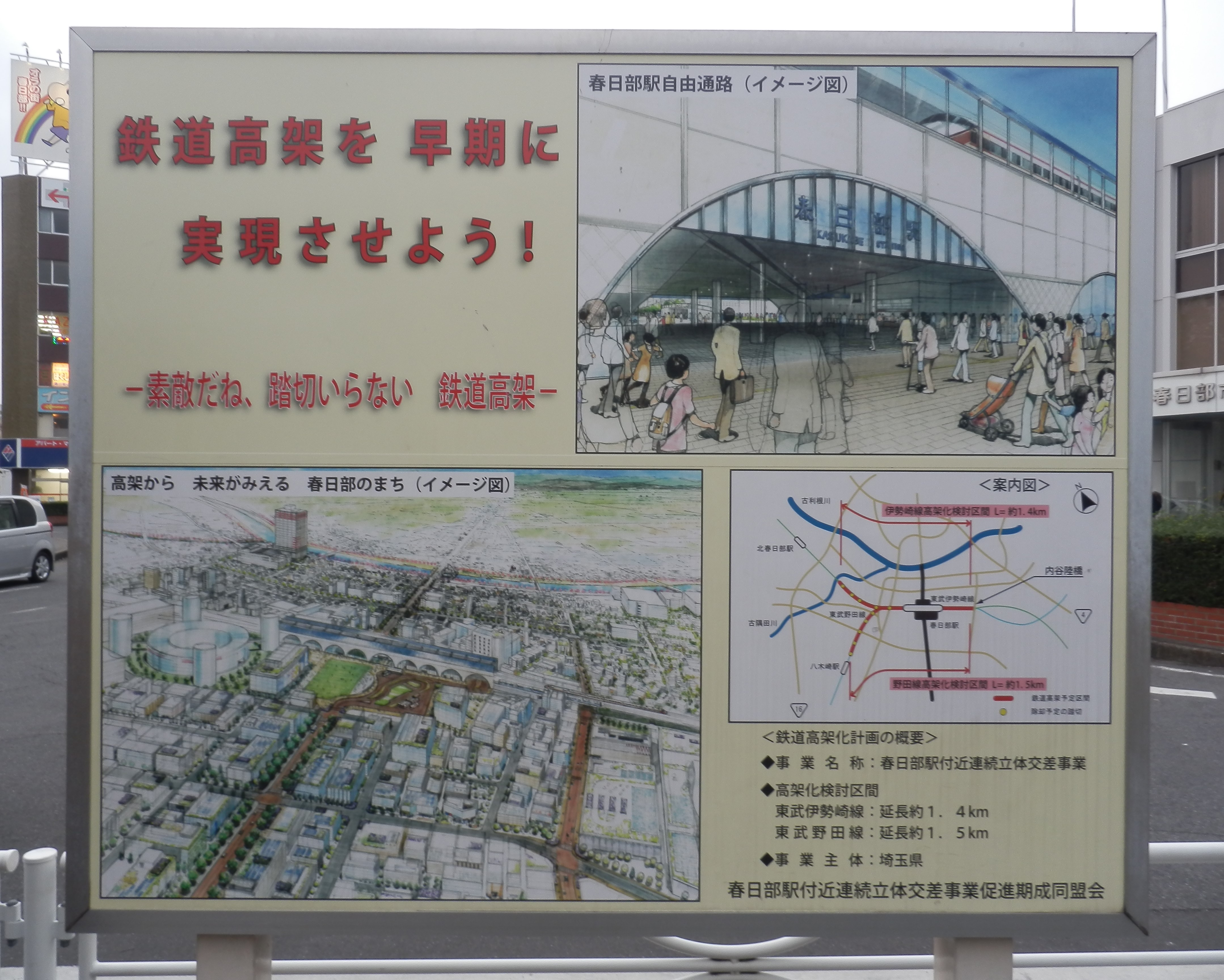
西口站前支持立體化的看板

東武鐵道為了提升春日部車站使用者的便利性，在各月台新設電梯與東側跨線天橋的西口剪票口連絡通道等改良措施。但是本站光出入站人次就有約7萬人，加上伊勢崎線與野田線轉乘約6萬人次，1日車站使用人次高達13萬人，站內空間明顯不足。
此外，春日部市中心也被伊勢崎線、野田線區隔兩側。而站房也沒有行人與自行車的自由通道，民眾須繞至車站南方約200公尺的富士見地下道，車輛則需使用南邊約400公尺的內谷陸橋或北邊約200公尺的伊勢崎線第124號平交道。地下道尚未無障礙化，若是身心障礙人士或嬰兒車需來往車站兩側，則只能利用第124號平交道。該平交道被地方稱作「大踏切」，是埼玉縣內知名的打不開的平交道。尖峰時刻的1小時遮斷時間高達57分鐘，是縣內遮斷時間最長的平交道。
2005年度開始進行高架化事業動工準備。最初計畫的高架路段是至內谷陸橋東側，但為了壓縮施工時間與費用，並減少對周遭的影響，2009年度改至內谷陸橋西側。此外，最初計畫伊勢崎線上行月台線路將增至2線，形成伊勢崎線2面4線、野田線1面2線共計3面6線構造，但2016年11月東武鐵道的輸送改善計畫表示野田線的月台將改為2面4線，因此本站將成為4面8線構造。2018年度舉行說明會及公聽會，2019年3月8日通過都市計畫。
西口站前、東口站前廣場設有高架化看板。

## 利用狀況
2017年度1日平均上下車人次為72,856人。該值不包括伊勢崎線、野田線之間的轉乘人次。
- 伊勢崎線內次於北千住站、新越谷站、東京晴空塔站（包括押上站）、草加站排行第5位。
- 野田線內次於柏站、大宮站、船橋站排行第4位。

近年一日平均上下車人次以及上車人次的推移如下表。
| 年度               | 一日平均 上下車人次 | 一日平均 上車人次 |
| ------------------ | ------------------- | ----------------- |
| 1960年（昭和35年） | 16,443              |                   |
| 1965年（昭和40年） | 27,054              |                   |
| 1970年（昭和45年） | 33,249              |                   |
| 1975年（昭和50年） | 43,633              |                   |
| 1980年（昭和55年） | 54,246              |                   |
| 1985年（昭和60年） | 64,660              |                   |
| 1990年（平成02年） | 79,558              |                   |
| 1997年（平成09年） | 78,250              |                   |
| 1998年（平成10年） | 75,742              |                   |
| 1999年（平成11年） | 74,259              | 37,197            |
| 2000年（平成12年） | 72,988              | 36,407            |
| 2001年（平成13年） | 70,997              | 35,743            |
| 2002年（平成14年） | 69,485              | 34,937            |
| 2003年（平成15年） | 68,685              | 34,524            |
| 2004年（平成16年） | 68,015              | 34,152            |
| 2005年（平成17年） | 68,184              | 34,232            |
| 2006年（平成18年） | 68,701              | 34,488            |
| 2007年（平成19年） | 71,502              | 35,963            |
| 2008年（平成20年） | 72,567              | 36,465            |
| 2009年（平成21年） | 71,300              | 35,743            |
| 2010年（平成22年） | 71,063              | 35,615            |
| 2011年（平成23年） | 70,636              | 35,305            |
| 2012年（平成24年） | 72,445              | 36,190            |
| 2013年（平成25年） | 73,666              | 36,814            |
| 2014年（平成26年） | 72,401              | 36,166            |
| 2015年（平成27年） | 73,634              | 36,756            |
| 2016年（平成28年） | 72,879              |                   |
| 2017年（平成29年） | 72,856              |                   |

近年各路線上下車人次的推移如下表。
| 年度               | 伊勢崎線 | 野田線 | 轉乘人次 | 來源       |
| ------------------ | -------- | ------ | -------- | ---------- |
| 2004年（平成16年） | 50,458   | 17,557 | 58,807   | [ 統計 5 ] |
| 2005年（平成17年） | 49,985   | 18,199 | 59,351   | [ 統計 6 ] |
| 2006年（平成18年） | 50,230   | 18,470 | 59,531   | [ 統計 7 ] |
| 2007年（平成19年） | 51,525   | 19,978 | 60,373   | [ 統計 8 ] |
| 2008年（平成20年） | 51,773   | 20,794 | 61,516   | [ 統計 9 ] |

## 周邊

### 東口
開業當時就已設置的出入口。近年配合再開發整備站前廣場。另也隱藏了保留日光街道宿場町風貌的古老民家。
- 埼玉里索那銀行春日部支店
- 三菱UFJ銀行春日部支店、春日部站前支店
- 武藏野銀行
- 埼玉縣信用金庫（日语：埼玉縣信用金庫）春日部支店
- 群馬銀行
- 筑波銀行（日语：筑波銀行）
- 春日部仲町郵便局
- 匠大塚（日语：匠大塚）春日部本店[7][8]）
- 春日部市民文化會館
- 春日部市立中央圖書館
- 春日部情報發信館「PLAT春日部」
- 春日部市立春日部中學校
- 埼玉縣立春日部東高等學校（日语：埼玉県立春日部東高等学校）
- 埼玉縣立春日部女子高等學校（日语：埼玉県立春日部女子高等学校）
- 埼玉東部市場
- 山田電機Tecc Land春日部本店

### 西口

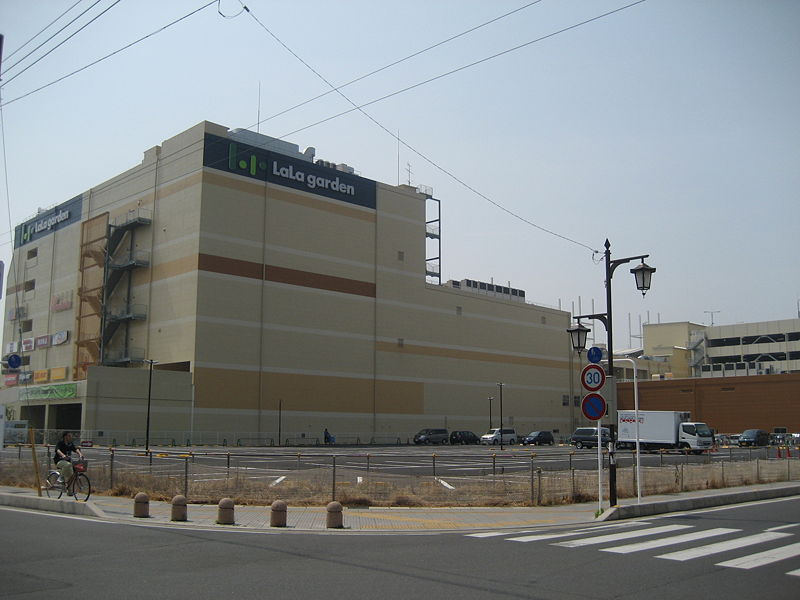
LaLa Garden春日部

配合西口一帶的區劃整理事業，於1971年12月1日開設。
- 埼玉里索那銀行春日部西口支店
- 瑞穗銀行
- 三井住友銀行
- 足利銀行
- 埼玉縣信用金庫春日部西口支店
- 川口信用金庫（日语：川口信用金庫）
- 中央勞動金庫（日语：中央労働金庫）
- 伊藤洋華堂
- LaLa Garden春日部（日语：ララガーデン春日部）
  - UNITED CINEMAS（日语：ユナイテッド・シネマ）
- 大塚家具（日语：大塚家具）春日部展示場
- SANYO G&B OUTLET
- 松實高等學園（日语：松実高等学園）
- 春日部市役所
- 春日部市立醫療中心（日语：春日部市立医療センター）
- 春日部警察署（日语：春日部警察署）
- 春日部稅務署
- 春日部公共職業安定所（日语：公共職業安定所）（HelloWork）
- 埼玉縣春日部地方廳舍
- 埼玉縣東部地域接觸據點設施 接觸CUBE
  - 春日部產覽館
  - 埼玉縣護照中心春日部支所
  - 春日部市民活動中心
  - 春日部市保健中心
- 春日部郵便局（日语：春日部郵便局）
  - 郵貯銀行春日部店
- 大沼綜合運動公園
- 春日部共榮中學高等學校（日语：春日部共栄中学高等学校）
- 春日部住宅展示場

## 巴士路線
除了朝日自動車、平成Enterprise運行的一般路線巴士，還可搭乘春日部市社區巴士「春巴士」、東武巴士中央與東武巴士西的深夜急行巴士。

### 東口
| 乘車處       | 乘車處 | 系統                                                                 | 主要行經地                                           | 目的地           | 運行業者       | 備註     |
| ------------ | ------ | -------------------------------------------------------------------- | ---------------------------------------------------- | ---------------- | -------------- | -------- |
| 春日部站東口 | 1      |                                                                      | 永旺夢樂城春日部前、辻橋、大凧會館入口、關宿中央總站 | 關宿羽山工業團地 | 朝日自動車     |          |
| 春日部站東口 | 1      | 辻橋、大凧會館入口、關宿中央總站                                     |                                                      | 關宿羽山工業團地 | 朝日自動車     |          |
| 春日部站東口 | 1      | 永旺夢樂城春日部前、辻橋、庄和綜合支所前、大凧會館入口、關宿中央總站 | 境車庫                                               | 僅週六日運行     | 朝日自動車     |          |
| 春日部站東口 | 1      | 永旺夢樂城春日部前、辻橋、庄和綜合支所前、大凧會館入口               | 關宿中央總站                                         |                  | 朝日自動車     |          |
| 春日部站東口 | 1      | 永旺夢樂城春日部前、辻橋、大凧會館入口                               | 關宿中央總站                                         |                  | 朝日自動車     |          |
| 春日部站東口 | 1      | 辻橋、大凧會館入口                                                   | 關宿中央總站                                         |                  | 朝日自動車     |          |
| 春日部站東口 | 1      | 一宮交差點                                                           | 永旺夢樂城春日部前                                   |                  | 朝日自動車     |          |
| 春日部站東口 | 2      |                                                                      | 女子高前、藤塚中央、消防署前                         | 豐野工業團地     | 朝日自動車     |          |
| 春日部站東口 | 3      | 粕壁、幸松地區路線                                                   | 北春日部站入口                                       | 小渕北（循環）   | 春巴士         | 週日停駛 |
| 春日部站東口 | 3      | 粕壁、幸松地區路線                                                   | 幸松Sun Heights                                      | 小渕團地         | 春巴士         | 週日停駛 |
| 春日部站東口 | 3      | 粕壁、幸松地區路線                                                   | 幸松Sun Heights、小渕團地                            | 永旺夢樂城春日部 | 春巴士         | 週日停駛 |
| 春日部站東口 | 3      | 粕壁、幸松地區路線                                                   | 市立醫療中心、春日部站西口                           | 地方廳舍前       | 春巴士         | 週日停駛 |
| 春日部站東口 | ※      |                                                                      | 山田電機前、永旺夢樂城春日部、龍Q館（部分）          | 南櫻井站北口     | 平成Enterprise |          |

### 西口
| 乘車處       | 乘車處 | 系統                               | 主要行經地                                       | 目的地                | 運行業者                         | 備註              |
| ------------ | ------ | ---------------------------------- | ------------------------------------------------ | --------------------- | -------------------------------- | ----------------- |
| 春日部站西口 | 1      |                                    | 市役所前、大沼六丁目                             | 秀和綜合醫院          | 朝日自動車                       |                   |
| 春日部站西口 | 1      | Midnight Arrow岩槻                 | 八木崎站入口、東岩槻站入口                       | 岩槻站                | 東武巴士\|東武バス\|東武巴士西}} | 深夜急行 平日運行 |
| 春日部站西口 | 2      |                                    | 地方廳舍、春日部溫泉                             | Wing Hat春日部        | 朝日自動車                       | 一日1班           |
| 春日部站西口 | 2      | 地方廳舍、秀和綜合醫院、春日部溫泉 | 一日2班                                          | Wing Hat春日部        | 朝日自動車                       |                   |
| 春日部站西口 | 2      | 地方廳舍                           | 春日部溫泉                                       | 早晨、傍晚至夜間      | 朝日自動車                       |                   |
| 春日部站西口 | 2      | 地方廳舍、秀和綜合醫院             | 春日部溫泉                                       | 早晨 - 傍晚           | 朝日自動車                       |                   |
| 春日部站西口 | 3      |                                    | 南榮町、嫩牧彩光苑                               | 春日部Eminence        | 朝日自動車                       |                   |
| 春日部站西口 | 3      |                                    | 豐町六丁目、豐春第九公園前、增富                 | 【循環】 春日部站西口 | 朝日自動車                       |                   |
| 春日部站西口 | 4      | 增戶、豐春站路線                   | 春日部市役所、秀和綜合醫院、增戶                 | 豐春站南（循環）      | 春巴士                           | 週日停駛          |
| 春日部站西口 | 4      | 增戶、豐春站路線                   | 春日部市役所、Wing Hat春日部、秀和綜合醫院、增戶 | 豐春站南（循環）      | 春巴士                           | 週日停駛          |
| 春日部站西口 | 4      | 粕壁、幸松地區路線                 | 市立醫療中心、春日部站東口、北春日部站入口       | 小渕北（循環）        | 春巴士                           | 週日停駛          |
| 春日部站西口 | 4      | 粕壁、幸松地區路線                 | 市立醫療中心、春日部站東口、小渕團地             | 永旺夢樂城春日部      | 春巴士                           | 週日停駛          |
| 春日部站西口 | 4      | 粕壁、幸松地區路線                 | 地方廳舍前                                       |                       | 春巴士                           | 週日停駛          |

以下巴士僅能下車。
- Midnight Arrow春日部
- Midnight Arrow久喜·東鷲宮
- Midnight Arrow岩槻·春日部

## 相鄰車站
東武鐵道
 東武晴空塔線
- ■特急「華嚴」「鬼怒」、■特急「Revaty華嚴」「Revaty鬼怒」「Revaty會津」「Revaty兩毛」、■特急「下野」「霧降」、■特急「Skytree Liner」「Urban Park Liner」停車站（「Skytree Liner」為本站起訖）

■急行、■區間急行
千間台（TS 24）－春日部（TS 27）－東武動物公園（TS 30）
■準急、■區間準急、■普通
一之割（TS 26）－春日部（TS 27）－北春日部（TS 28）
 東武都市公園線
■急行（藤之牛島方向自此站起各站停車）
岩槻（TD 06）－春日部（TD 10）－藤之牛島（TD 11）
■普通
八木崎（TD 09）－春日部（TD 10）－藤之牛島（TD 11）

## 相關作品
- 蠟筆小新 - 車站與周邊多次出現於作品。
- 幸運☆星 - 同上。

## 外部連結
- 春日部（車站資訊） - 東武鐵道（日語）